# Beren und Lúthien
Beren und Lúthien ist der Titel eines im Juni 2017 erschienenen Buches mit Texten des Autors J. R. R. Tolkien, die von seinem Sohn Christopher Tolkien neu zusammengestellt, kommentiert und herausgegeben wurden. Das Buch beinhaltet bereits zuvor veröffentlichtes Material. Christopher Tolkien erzählt die Geschichte zunächst in ihrer ursprünglichen Form mit den Worten seines Vaters. Anschließend stellt er diesem Text die weitere Entwicklung und den Wandel gegenüber. Alan Lee fertigte neun Farbillustrationen und 25 Schwarzweißzeichnungen für die bildliche Ausgestaltung des Buches an. Im Klett-Cotta Verlag ist 2017 die deutsche gebundene Ausgabe in der Übersetzung von Hans-Ulrich Möhring und Helmut W. Pesch in mehreren Auflagen erschienen.

## Beschreibung des Buches
Das Buch besteht aus 303 Seiten und trägt die Widmung Für Baillie. Baillie Tolkien, geboren 1941, ist die zweite Ehefrau von Christopher Tolkien. Das Buch enthält neben einer Liste der Farbtafeln und dem Vorwort weitere fünf Teile:
- Anmerkungen zu den Ältesten Tagen
- Beren und Lúthien

Der Anhang besteht aus den Abschnitten
- Überarbeitete Stellen des Leithian-Liedes
- Verzeichnis der Namen
- Glossar

Neben zahlreichen Abbildungen weist der Buchschmuck im Satzspiegel zwischen den Abschnitten Vignetten und an Kapitelanfängen schlichte Initiale auf.
Im Vorwort erklärt der Herausgeber Christopher Tolkien seine Beweggründe, dieses Buch zu veröffentlichen. Die Geschichte von Beren und Lúthien war, bedingt durch die „anscheinend exzentrische Arbeitsweise“ seines Vaters J.R.R. Tolkien, nicht leicht zusammenzuführen, denn sie verteilt sich über mehrere Jahre und in Arbeit befindliche Bücher, wie dem Silmarillion. Tolkien selbst bezeichnete Beren und Lúthien als „die wichtigste Geschichte im Silmarillion“. Der Versuch sie aus den unterschiedlichen Zusammenhängen herauszulösen, gelang nach Ansicht Christopher Tolkiens dadurch, dass er mehrere Manuskripte, Prosa und Versdichtungen, kombinierte und somit Beschreibungen originalgetreu, detaillierter und spannender als in der zwangsläufig vereinfachten Darstellung im Silmarillion darstellen konnte.
Der Abschnitt zu den Ältesten Tagen behandelt kurz die historischen Grundlagen und Zusammenhänge von Tolkiens fiktiver Welt Mittelerde und geht auf die Hauptkontrahenten im ewigen Kampf des Guten gegen das Böse ein. Das Böse gab es demnach bereits vor der Welt und nahm als Morgoth oder Schwarzer Feind eine materialisierte irdische Gestalt an. Die andere Seite der unausweichlichen Auseinandersetzungen mit Morgoth sind die Elben. In frühen Schriften verwendete J.R.R. Tolkien teilweise auch den Begriff elfisch, statt elbisch für diese Völker, die aber auch untereinander zerstritten waren und unterschiedliche Interessen verfolgten. Manche Schlachten wurden gewonnen, aber am Ende konnte sich Morgoth behaupten.
Der Hauptteil des Buches besteht aus der Geschichte von Beren und Lúthien mit mehreren Unterkapiteln, darunter
- Die Geschichte von Tinúviel (Lúthien)
- Auszügen aus dem Leithian-Lied
- Auszügen aus der Quenta

und anderen Kapiteln, in denen der Herausgeber Zusammenhänge, Rahmenhandlungen und biografische Notizen zur Arbeit J.R.R. Tolkiens dokumentiert.
Den Beginn der Tinúviel-Geschichte erzählt Tolkien in Form der Prosa. Beschrieben wird die erste Begegnung zwischen Lúthien und Beren, die gegenseitige Zuneigung und die Bedingung die Tinúviels Vater für eine Heirat stellt: Beren soll einen von Melkor (Morgoth) gestohlenen Silmaril (eine Art Juwel) zurückbringen. Die Geschichte erhält dadurch zwangsläufig den Charakter eines spannenden Abenteuers. Beendet wird sie mit Anmerkungen des Herausgebers, der mit Hinweisen auf die Manuskripte Tolkiens von 1918 und den 1920er Jahren in das nun folgende Kapitel, das Leithian-Lied (The Lay of Leithian), überleitet. Dieses Lied ist in Versform geschrieben, endet aber unvollendet. Für das Ende der Geschichte hat Tolkien mehrere Versionen, die in Prosaform kurz als Synopse zusammengefasst werden.
Das Buch wendet sich in den folgenden Kapiteln auch der Quenta (Quenyawort für Erzählung) zu. Die Quenta Silmarillion ist ein im Jahr 1930 von Tolkien verfasstes Manuskript, das die einzige vollständige Fassung des Silmarillion darstellt. Auch hier erscheint der Stoff von Beren und Lúthien, allerdings verkürzt. Tolkien brach Ende 1931 die Arbeit am Lethian-Lied ab, denn er widmete sich nun dem Hobbit und später auch dem  Herrn der Ringe. Allerdings nahm er auch danach noch Veränderungen vor. Beendet wird das Buch mit einem Anhang, der eine Auflistung der verschiedenen Überarbeitungen der Geschichte von Beren und Luthien enthält, ein Namensverzeichnis, das die unterschiedlich verwendeten Namen der Figuren dokumentiert und ein Glossar der Übersetzer, die ihre Wortwahl, teilweise altertümliche Begriffe, analog zur alten englischen Sprache, erläutern.

## Handlung
Erzählt wird die Geschichte der großen Liebe des Menschen Beren zu der Elbin Lúthien. Beren begegnete ihr, als er auf seiner Suche nach Hilfe für die Menschen durch die Wälder von Doriath kam. Er verliebte sich beim ersten Anblick in die dort zu einer zauberhaften Melodie tanzende und singende Elbin. Doch diese entschwand, als sie ihn bemerkte. Lange suchte er nach ihr und folgte ihr tiefer in den Wald, bis er schließlich zur Höhlenfestung „Menegroth“ ihres Vaters des Elbenfürsten Elú Thingol und dessen Gemahlin, der Maia Melian gelangte. Er hielt dort um ihre Hand an und wurde zunächst von Thingol abgewiesen, der eine tiefe Abneigung gegen alle Menschen hegte. Doch Melian redete ihrem Gatten ins Gewissen, so dass Thingol beschloss, Beren mit einer unlösbaren Aufgabe zu betrauen, von der er annahm, dass Beren beim Versuch, sie zu erfüllen, getötet werden würde. Großmütig versprach er Beren daher die Hand seiner Tochter, wenn dieser ihm den Silmarill aus der Krone Melkors beschaffen würde.
Berens Liebe zu Lúthien ist so groß, dass er diese Herausforderung annimmt und sich zur Festung Melkors begibt. Auf seinem gefährlichen Weg muss Beren gegen Orks und die großen Wölfe von Melkor kämpfen. Die unglückliche Lúthien wird von ihrem Vater auf einen großen Baum gesperrt, um zu verhindern, dass sie Beren folgen kann. Doch sie findet einen Weg, diesen Baum zu verlassen und Beren bei seiner Aufgabe zu unterstützen. Auch der große Hund Huan steht den beiden zur Seite. Und obwohl es Beren mit Lúthiens Hilfe gelingt, den Silmaril zu bekommen, endet diese Mission doch für Beren tödlich. Auf Lúthiens Flehen hin lässt Mandos ihn zu den Lebenden zurückkehren. Als Bedingung für diese Gunst muss die Elbin ihre Unsterblichkeit aufgeben.

## Wandlungen und Zusammenhänge
In nahezu 20 Jahren wandelten sich Teile der Erzählung, die Ausgabeform als Prosawerk oder Versepos oder die Gestalt und Namen der beschriebenen Wesen teilweise als Anpassung an den Wandel in der Mythologie Tolkiens zu Mittelerde. So war Beren anfangs ein Elb aus dem Volk der Noldoli (von Tolkien als Gnomen bezeichnet) während Lúthien immer eine Tochter des Elbenvolkes der Teleri geblieben ist. Mit dem Fortschreiten der komplexen Geschichte Mittelerdes wurde aus Beren ein Menschensohn. Auch weitere Kreaturen, wie der Katzenkönig Tevildo, der zunächst als Gegenpart zum großen Hund Huan in der Geschichte auftauchte, wandelten sich. Aus ihm wurde zunächst Thû, ein böser Zauberer, der Beren versklavte und später der Maia Sauron, der im Mittelerde des Herrn der Ringe das Böse verkörpert. Andere Charaktere wie die Fledermausfrau Thuringwethil, eine Botin von Morgoth, die Lúthien und Huan vor der Festung Angband auflauerte, verschwinden gänzlich. Christopher Tolkien versucht, durch angefügte Kommentare den Werdegang dieser Veränderungen in das Gesamtwerk einzuordnen.

## Ausgaben der Erzählung (Auswahl)
- J. R. R. Tolkien: Beren and Lúthien. Hrsg.: Christopher Tolkien. HarperCollins, London 2017, ISBN 978-0-00-821419-7.
- J. R. R. Tolkien: Beren und Lúthien. Hrsg.: Christopher Tolkien. Klett-Cotta, Stuttgart 2017, ISBN 978-3-608-10888-0 (klett-cotta.de [PDF; 298 kB] englisch: Beren and Lúthien. Übersetzt von Hans-Ulrich Möhring, Helmut W. Pesch, mit Illustrationen von Alan Lee; Leseprobe).

Die Geschichte zu Beren und Lúthien findet sich zudem in folgenden Werken
- The Lay of Leithian. In: Das Buch der Verschollenen Geschichten. Band 3.
- Von Beren und Lúthien. In: Das Silmarillion.

Als Hörbuchversionen
- J. R. R. Tolkien collection. ISBN 0-00-104273-4 (Kassette 1: Christopher Tolkien reads The Silmarillion „of Beren and Luthien.“)

Vertonung des Lays
- Tolkien Ensemble: Song of Beren and Luthien 2008 auf youtube.com.
- Glenn Buhr: Beren and Lúthien. A. MUS. D. University of Michigan 1984. Komposition für Orchester OCLC 4967656448.